# Marcopolo Viale BRT
Viale BRT e BRS é uma carroceria de ônibus fabricada pela empresa brasileira Marcopolo. O ônibus foi criado com o sistema Bus Rapid Transit (BRT) em mente, após dois anos de pesquisa e desenvolvimento. É considerado o ônibus urbano mais avançado tecnologicamente do país, sendo também o primeiro ônibus nacional urbano a contar com a tecnologia DRL.
Assim como ocorre em outros veículos BRT, a carroceria é consideravelmente mais alta que a dos ônibus comuns, o que aumenta o espaço interno para os passageiros e melhora a ventilação interna.
O Viale BRT tem como principal mercado grandes centros urbanos do Brasil, também sendo exportado para mercados externos, como a Guatemala, Gana, Colômbia, entre outros. Seus principais concorrentes são o CAIO Millennium BRT, Comil Doppio BRT, Neobus Mega BRT e o Mascarello GranMetro.

## Equipamentos

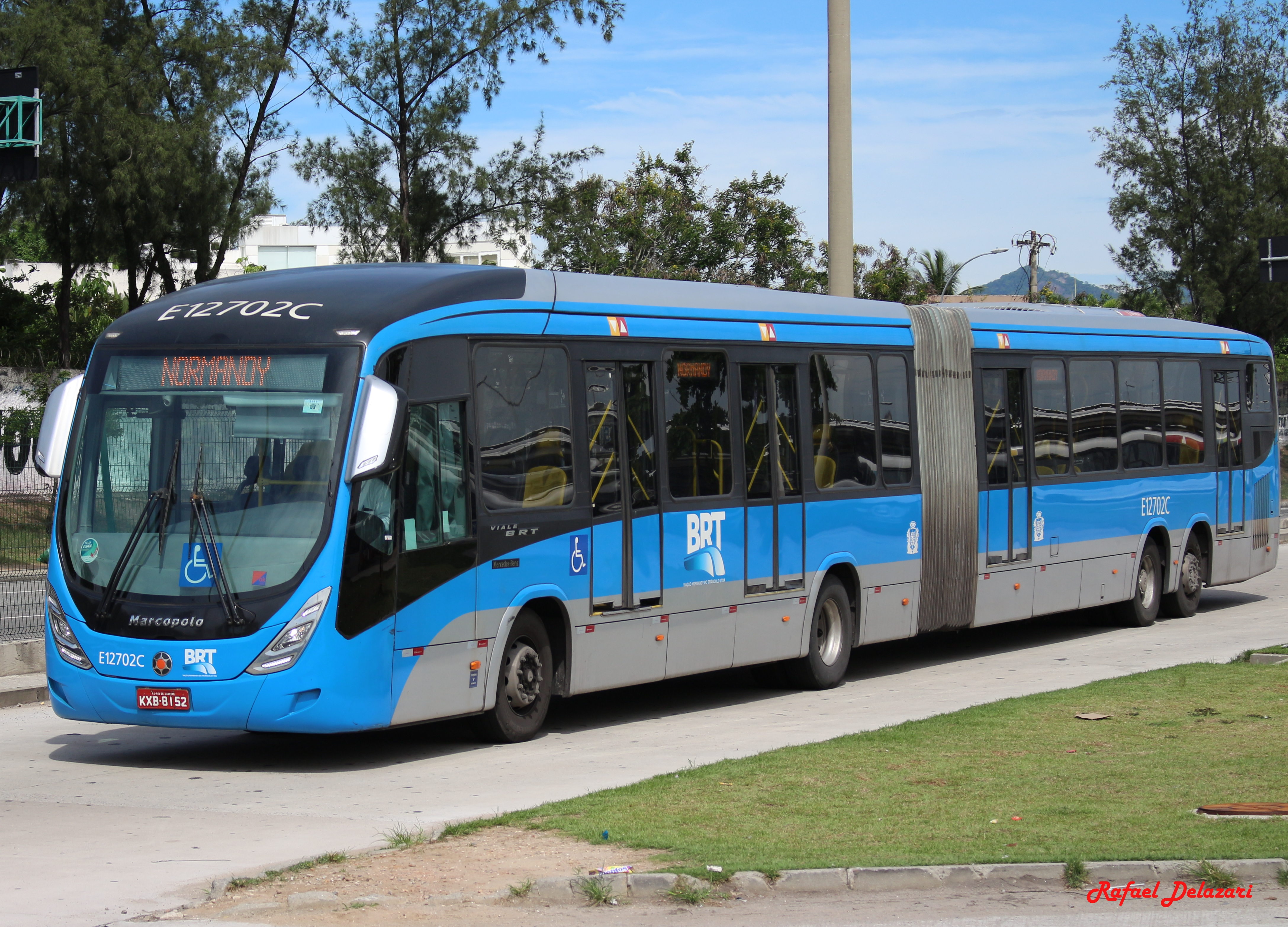
Viale BRT superarticulado da TransOeste, Rio de Janeiro.

O Viale BRT tem equipamentos de série e opcionais que variam de modelo a modelo. Esses equipamentos incluem: Ar condicionado, vidros colados, câmera de segurança, Internet sem fio (Wi-Fi), televisão digital, luzes LED frontais, traseiras, no interior, nos repetidores de seta dos retrovisores e luzes de condução diurna. O ônibus não se move com as portas abertas e pode ser equipado com um aviso sonoro de que as mesmas estão para serem fechadas.
Para o motorista, há uma tela LCD com câmera que monitora as portas, computador de bordo, câmera de ré, GPS, ajuste elétrico dos espelhos retrovisores, ajuste de banco, ajuste de volante (dependendo do chassis), dentre outros. O motorista é bloqueado de operar o veículo caso esteja sem o cinto de segurança.
Também há a possibilidade de o ônibus ser equipado com um "Sistema de Gerenciamento de Frota" criado pela Marcopolo. Esse sistema exibe e armazena informações de uso do ônibus, tais como velocidade média, combustível consumido, localização do veículo, distância do ônibus à estação (e o tempo que levará para chegar à mesma), além de muitas outras informações do veículo, como de manutenção. Adicionalmente, o sistema também analisa constantemente a condução do motorista e o impede de realizar ações consideradas inadequadas, como manter a velocidade elevada. Nas estações de BRT, essas informações também podem ser utilizadas pelos passageiros, para se saber o tempo aproximado de chegada.

## Prêmios
Em 2014, com o Viale BRT, a Marcopolo recebeu em Munique, na Alemanha, um prêmio internacional de design, o iF Product Design Award 2014, na categoria de transportes. O Viale BRT foi escolhido pela inovação, qualidade do design e dos materiais, acessibilidade, impacto ambiental, segurança, conforto e eficiência no desenvolvimento do ônibus. É a primeira vez que uma empresa de ônibus fora da Europa recebe tal premiação. As premiações acontecem desde 1953. No ano de 2014, houve mais de 4,6 mil inscrições de 55 diferentes países. 100 projetos de 17 categorias distintas foram analisadas.
Também em 2014, o Viale BRT recebeu o prêmio nacional "Brasil Design Award", na categoria "Produto Transporte". O prêmio é organizado pela Associação Brasileira das Empresas de Design (Abedesign) e pelo Centro Brasil Design.

## Tipos de carroceria

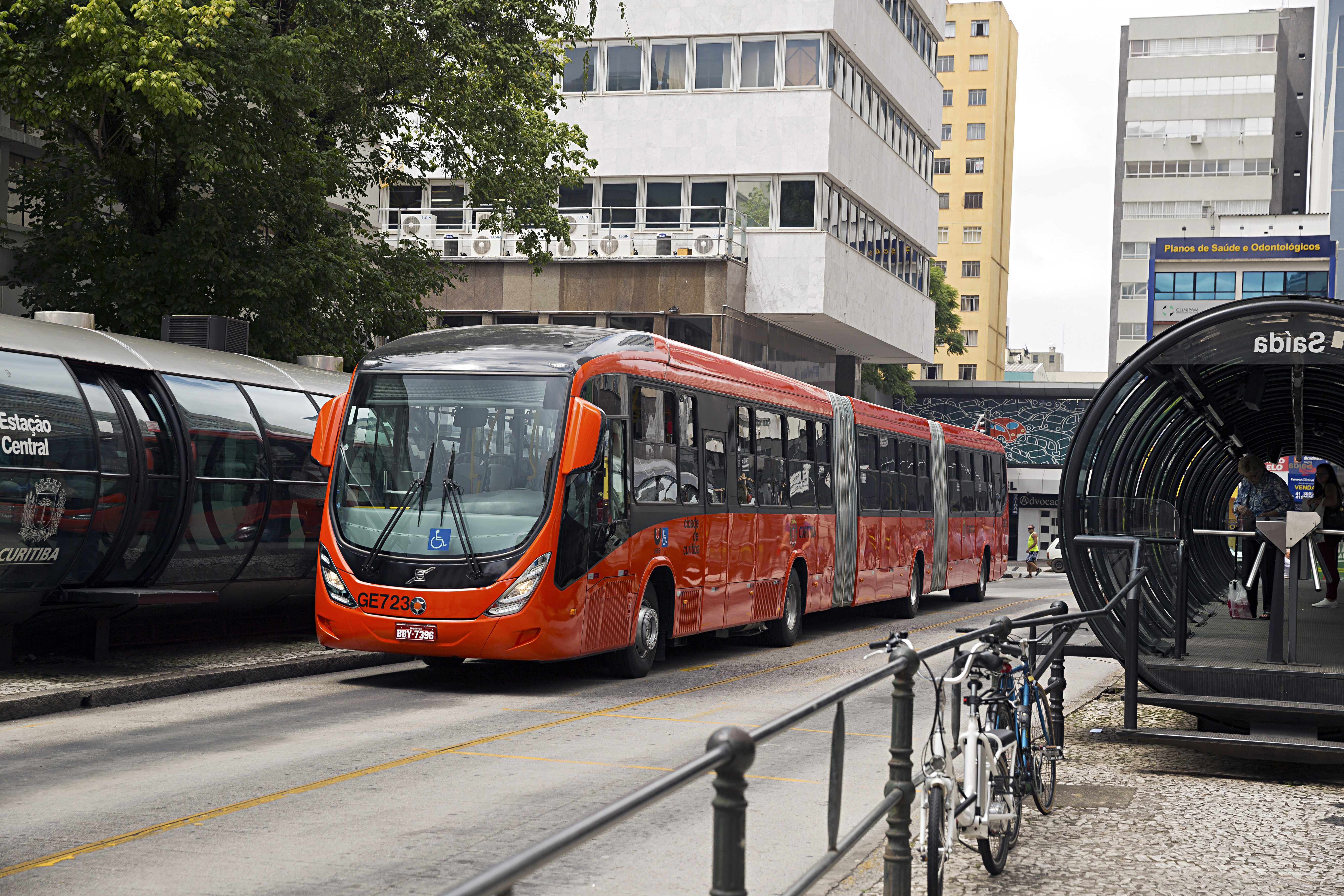
Viale BRT biarticulado sendo utilizado em Curitiba. Com 30 metros e capacidade para 300 passageiros, é o ônibus mais longo do mundo.

O Viale BRT ou BRS pode ter carroceria convencional, articulada ou biarticulada. A carroceria convencional pode variar de 12 a 15 metros dependendo do chassis, que pode ser 4x2 (como o Volvo B215RH, que pode ter até 13,2 m) ou 6x2 direcional (caso do Scania K310, de 15 metros). A capacidade máxima anunciada é de 107 passageiros.
A carroceria articulada 6x2 pode ter no máximo 21 metros. É oferecida com articulação pusher (motor traseiro, tal como o Mercedes-Benz O-500 MA de 19 metros) e articulação puller (motor central, tal como o Volvo B340M, de 21 metros). Adicionalmente, há a opção superarticulada 8x2 com eixo traseiro direcional (Mercedes-Benz O-500 MDA de 23 metros). A capacidade é de 180 passageiros para a carroceria articulada e mais de 200 passageiros para a superarticulada.
Adicionalmente, a carroceria biarticulada de 28 metros é oferecida e tem capacidade de 270 passageiros, sendo um dos ônibus mais longos do mundo.

### Versão híbrida

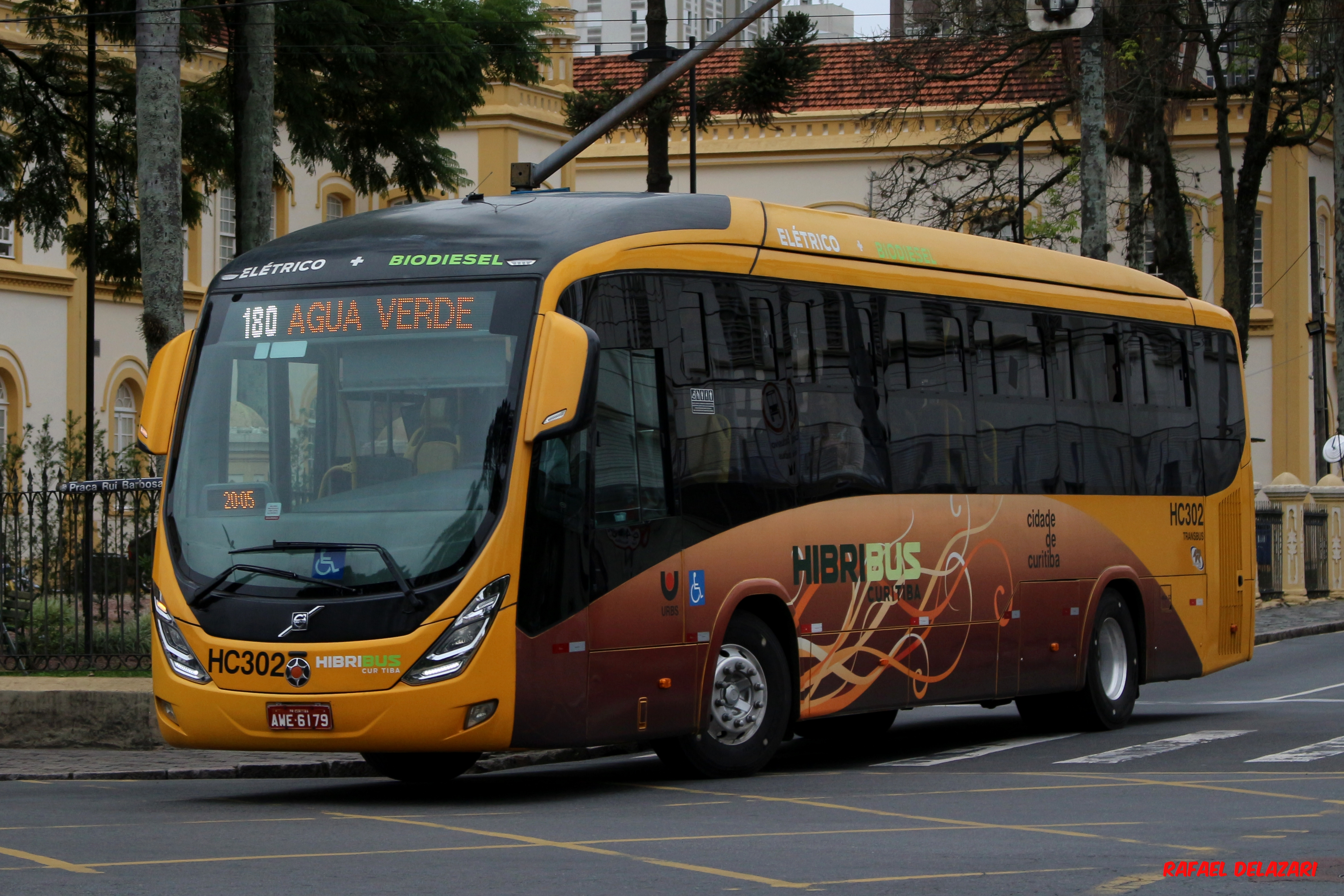
Viale BRT híbrido em Curitiba.

A versão híbrida do Viale BRT, com chassis Volvo B215RH, tem um motor a biodiesel de 215 cavalos e um motor elétrico de 160 cavalos que trabalham em conjunto. O motor elétrico funciona sozinho até 20 km/h, e a partir desse ponto o motor a biodiesel é ligado e ambos começam a trabalhar em conjunto. O torque instantâneo do motor elétrico e a potência combinada dos dois motores faz com que o Viale BRT híbrido seja bem mais ágil que os ônibus convencionais a (bio)diesel. A potência combinada de 375 cavalos é superior à maioria dos ônibus articulados. O ônibus também conta com a tecnologia de frenagem regenerativa, que aproveita a energia dissipada pela frenagem do veículo. Em comparação aos ônibus convencionais, o híbrido polui 90% menos, consome 35% menos combustível, e é bem mais silencioso. O maior empecilho para a aplicação em massa desse tipo de ônibus é o custo: o Viale BRT híbrido chega a custar 60% mais que os ônibus convencionais.